# Fuchs und Gänse

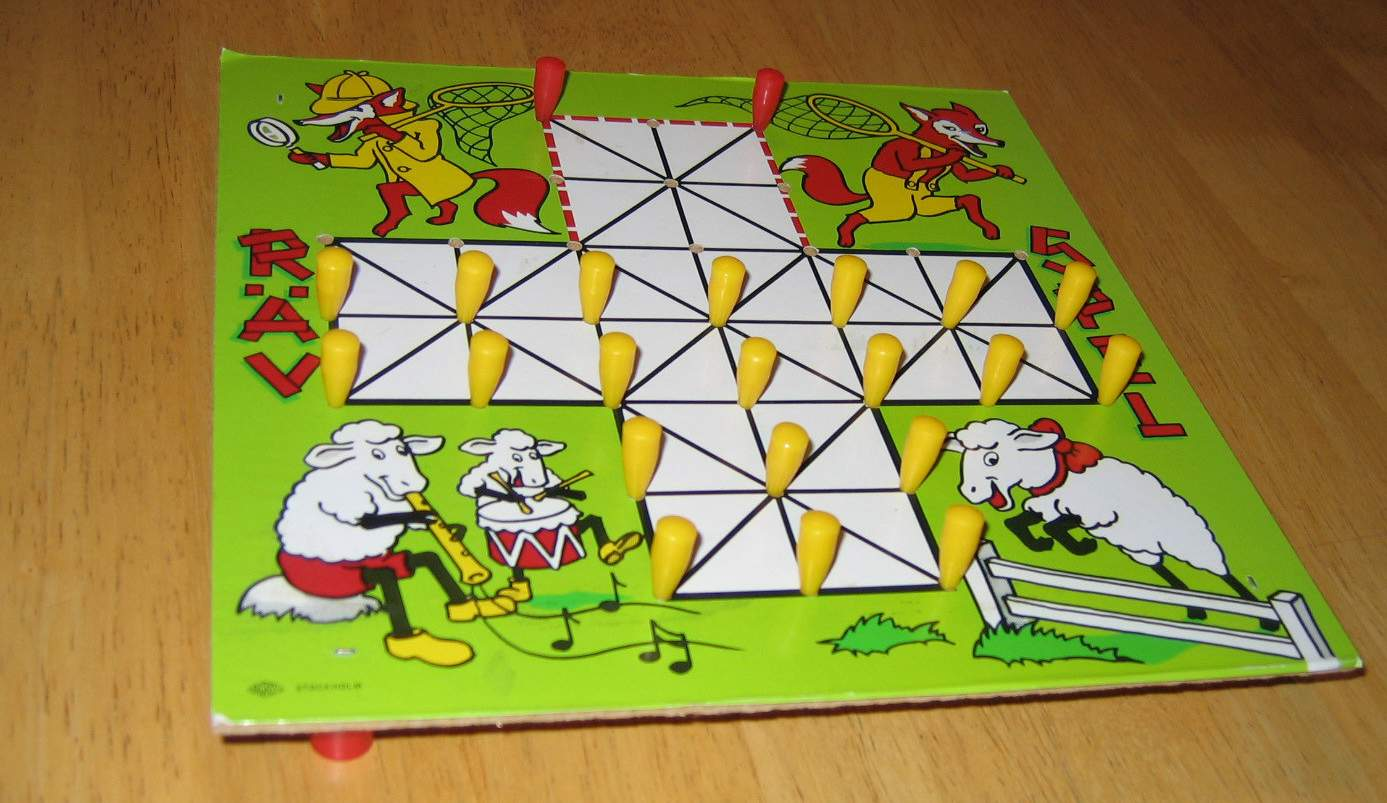
Das Spiel in einer kommerziellen, als Fuchs und Schafe benannten Version

Fuchs und Gänse oder Fuchs und Henne (auch Hala Tafl oder Halatafl) ist ein mittelalterliches Strategiespiel. Um das Jahr 1000 war es, von isländischen Wikingern ausgehend, in ganz Europa verbreitet. Die erste schriftliche Erwähnung des Spieles wurde in der isländischen Grettis-Saga gefunden.
Gespielt wird mit Spielsteinen auf einem Spielbrett, das ursprünglich aus Leder war oder möglicherweise auch auf den Boden gezeichnet wurde. Das Spielbrett ist aufgebaut wie beim Solitär, jedoch werden die Spielsteine anders verteilt. Ein Spieler spielt den „Fuchs“ (o), der andere die „Gänse“ (x). 
```
    x x x
    x x x
x x x x x x x
. . . o . . .
. . . . . . .
    . . .
    . . .
```

Oftmals wird mit 18 Gänsen gespielt. Bei diesem Spiel gewinnen meist die Gänse. Um die Chancen des Fuchses zu erhöhen, wurden in späteren Versionen zum Beispiel 17 Gänse eingesetzt, die außerdem nicht rückwärts ziehen dürfen. 
Der Spieler, der die „Gänse“ spielt, macht den ersten Zug, der geradeaus, nach rechts oder links, in einigen Varianten auch diagonal zum jeweils nächsten Feld gezogen werden kann. 
Auch der „Fuchs“ darf jeweils einen Schritt ziehen, oder stattdessen eine Gans schlagen, wenn er direkt an einem fremden Spielstein steht und hinter dem Stein noch ein Feld frei ist. Die geschlagenen Steine werden aus dem Spiel entfernt. Geschlagen werden die Gänse, indem der Fuchs sie geradlinig überspringt. Eine Spielalternative ist es, mehrere Sprünge hintereinander machen zu dürfen. 
Gewonnen haben die Gänse, wenn der Fuchs nicht mehr bewegt werden kann, oder der Fuchs, wenn nicht mehr genügend Gänse übrig sind, um ihn einzukreisen.

## Startvariante mit 13 Gänsen und ohne Diagonalen
```
        x - x - x
        |   |   |
        x - x - x
        |   |   |
x - x - x - x - x - x - x
|   |   |   |   |   |   |
. - . - . - o - . - . - .
|   |   |   |   |   |   |
. - . - . - . - . - . - .
        |   |   |
        . - . - .
        |   |   |
        . - . - .
```

## Startvariante mit 20 Gänsen und mit Diagonalen
```
        x - x - x
        | \ | / |
        x - x - x
        | / | \ |
x - x - x - x - x - x - x
| \ | / | \ | / | \ | / |
x - x - x - x - x - x - x
| / | \ | / | \ | / | \ |
. - . - . - o - . - . - .
        | \ | / |
        . - . - .
        | / | \ |
        . - . - .
```

## Ähnliche Spiele
Fuchs und Henne
```
    x x x
    x x x
x x x x x x x
x x x x x x x
. . 0 o 0 . .
    o o o
    o o o
```

Ziel der Hennen (x) ist es hier, zumindest 9 von ihnen im Hühnerstall (o) zu platzieren. Ziel der Füchse (0) ist, genau dies zu verhindern.